# Омаров, Алисултан Нурмагомедович
Алисултан Нурмагомедович Омаров (11 января 1931 с. Кутиша, Левашинский район, Дагестанская АССР, РСФСР, СССР — 12 марта 2015, Махачкала, Дагестан, Россия) — советский борец и тренер по вольной и греко-римской борьбе, Заслуженный тренер РСФСР (19.11.1975). 

## Карьера
Родился в селе Кутиша Левашинского района. Алисултан борьбой начал заниматься в 1953 году, учась в сельско-хозяйственном техникуме. В этом же году начал тренировать ребят в Тарки. Продолжал тренироваться будучи призванным в ряды вооруженных сил СССР. Вернувшись из армии, он работает агрономом в  Хасавюрте, также тренируя юношей в селе. Во время занятий спортом получил травму позвоночника, но, несмотря на риск усугубить её и советам врачей он продолжил заниматься борьбой. Он является мастером спорта СССР по вольной и греко-римской борьбе. После отъезда заслуженного тренера СССР Александра Борзова из Дагестана, греко-римская борьба в республике практически исчезла, в Махачкале не было ни одного тренера по греко-римской борьбе. После обращения в Правительство с инициативой воссоздать греко-римскую борьбу в спортивной школе «Урожай» в 1978 году открывается первая группу классической борьбы. В январе 2017 года первенство Дагестана по греко-римской борьбе среди юношей было посвящено памяти Алисултана Омарова.

## Убийство
12 марта 2015 года был убит в Махачкале на улице Пирогова у дома №16, когда его расстреляли неизвестные. В апреле 2015 года предполагаемый убийца тренера был задержан. 16 октября суд присяжных Верховного Суд Республики Дагестан оправдал по всем статьям члена Общественной наблюдательной комиссии РФ Султанхана Ибрагимова, обвиняемого в убийстве Алисултана Омарова.

## Известные воспитанники
- Гайдарбеков, Ихаку Гайдарбекович — чемпион Европы по вольной борьбе;
- Мусаев, Камал Якубович — обладатель Кубка мира по классической борьбе;
- Магомедов, Шамиль Абдулаевич — призёр чемпионата СССР по классической борьбе;
- Пайзулаев, Мурат Магомедович — чемпион РСФСР;